# Weer (aantasting)

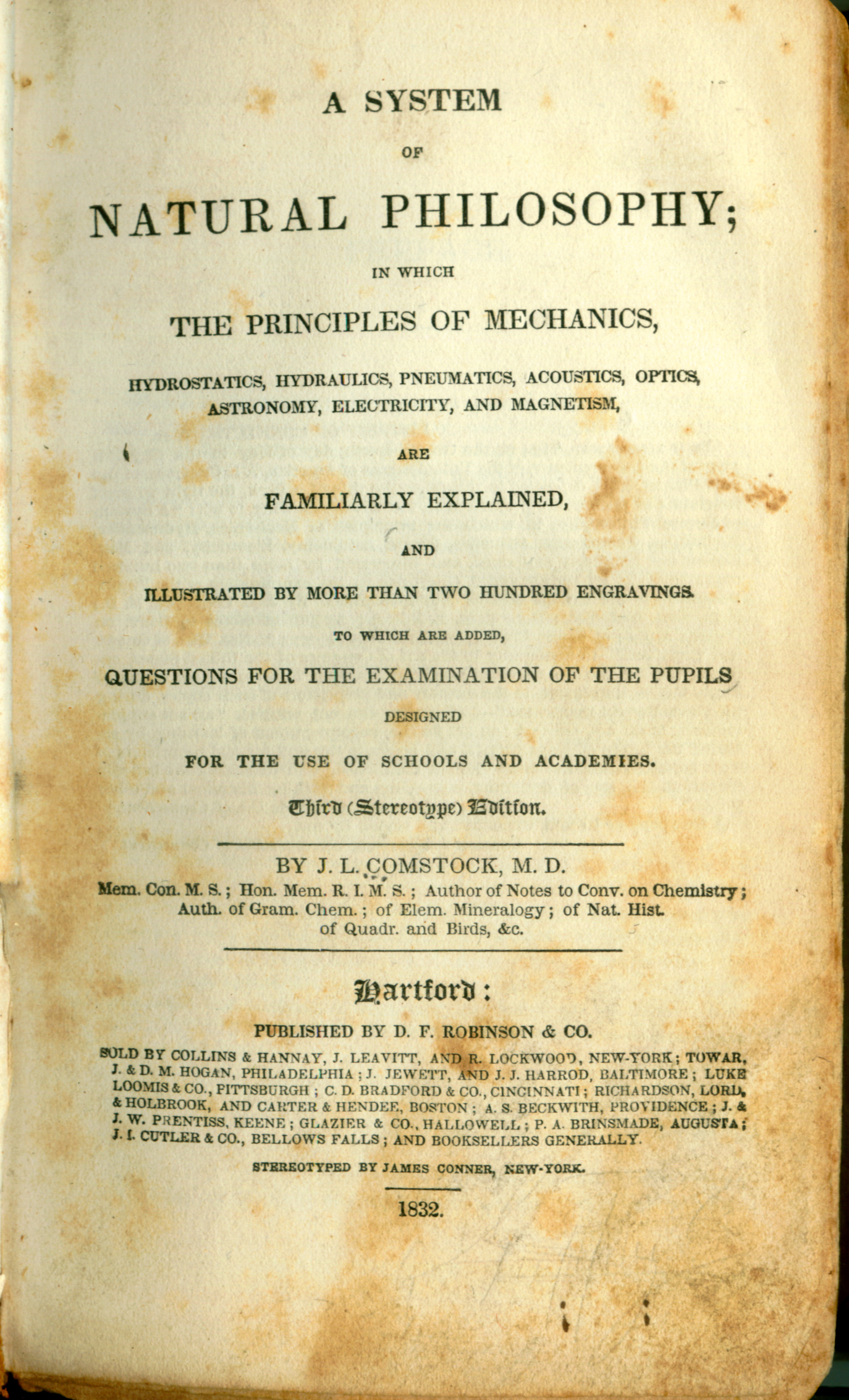
Hevige spocht op een titelpagina van een handboek uit 1832

Weer of spocht is een blijvende materiaalaantasting van textiel en hout.
Weervlekken in kleding of lappen stof zoals scheepszeil worden veroorzaakt doordat deze langere tijd vochtig geweest zijn. Weer is zichtbaar als donkere vlekken (stipjes) die niet uitwasbaar zijn. Dit wordt ook wel spocht genoemd. 
De aantasting van bijvoorbeeld wasgoed wordt veroorzaakt door schimmels die goed gedijen in een vochtige omgeving. Verwering van hout heeft eenzelfde oorzaak. Weer kan voorkomen worden door vochtig textiel te drogen te hangen en hout tegen vocht te beschermen. Aangetast hout wordt wel behandeld met ontweringswater.
Verspochten textiel kan niet-geïnfecteerd textiel besmetten. Indien onbehandeld gebleven leidt het tot blijvende beschadiging en gaten in het materiaal.